# きらめき (SMOOTH ACEの曲)
『きらめき』は、日本のア・カペラ ヴォーカルグループ、SMOOTH ACEの6枚目のアルバム。2009年4月11日に concent recordsからリリースされ、10曲が収録されている。メンバーが二人となり自主レーベルからリリースする初のセルフプロデュース。

## 収録曲
特記以外作詞：岡村玄、作曲：重住ひろこ、編曲・コーラス・アレンジ：SMOOTH ACE
1. きらめき（編曲：川嶋可能）
2. funny funny（編曲：川嶋可能）
3. 桜の咲く頃に《2008 version》
4. きみがいる
5. なにを話そう（編曲： Smooth Ace、叶眞司）
6. 理由なきハーモニー《2008 version》
7. 雨のワルツ（編曲：川嶋可能）
8. 恋をわたる鳥（編曲： 重住ひろこ）
9. 目を閉じれば（編曲：川嶋可能）
10. 天の川で

## パーソネル
重住ひろこ／岡村玄（vo, cho）、朝倉真司（d）、真船勝博（b）、江草啓太（p&kb）、田ノ岡三郎（acc）、john（g）、ツヤトモヒコ／ハルナ（cho）

## スタッフ
プロデュース：SMOOTH ACE、叶眞司 | レコーディング／ミキシング・エンジニア：叶眞司 | マスタリング・エンジニア：小林良雄 | アート・ディレクション／撮影：斎藤浩

## 品番
CRCD-0321 